# 扎隆寺
扎隆寺，位于中国青海省海东市互助土族自治县加定镇扎隆口村，为第八批青海省文物保护单位，公布日期为2008年4月10日，类型为古建筑。
扎隆寺的历史年代为清。